# Missirikoro
Ne doit pas être confondu avec Sokourani-Missirikoro.
Missirikoro est une localité située dans le sud du Mali, près de la ville de Sikasso. C'est une destination connue pour ses grottes naturelles et ses formations rocheuses uniques.

## Géographie
Missirikoro est située dans la région de Sikasso, à environ 12 kilomètres au sud de la ville de Sikasso. La région est caractérisée par un climat tropical avec une saison des pluies et une saison sèche. La végétation locale comprend des savanes et des forêts sèches.

## Histoire

### Période précoloniale
Missirikoro a une longue histoire qui remonte à l'époque précoloniale. La région était habitée par divers groupes ethniques, dont les Bambaras, les Sénoufos et les Miniankas, qui vivaient principalement de l'agriculture et de l'élevage. Les grottes de Missirikoro étaient utilisées comme refuges naturels et lieux de culte par les populations locales. Ces grottes étaient considérées comme des lieux sacrés, où les esprits des ancêtres résidaient et offraient leur protection.

### Rôle religieux et spirituel
Au fil des siècles, les grottes de Missirikoro ont acquis une signification religieuse et spirituelle profonde. Les habitants croyaient que les grottes étaient habitées par des esprits bienveillants et y organisaient régulièrement des cérémonies et des rituels pour honorer ces esprits. Les grottes servaient également de sanctuaires où les prêtres et les guérisseurs locaux effectuaient des sacrifices et des prières pour assurer la fertilité des terres et la prospérité des villages environnants.

### Influence des empires et des royaumes
Durant les périodes des grands empires ouest-africains, tels que l'empire du Mali et l'Empire songhaï, la région de Missirikoro a été influencée par les dynamiques politiques et économiques de ces puissances. Bien que située à la périphérie de ces empires, Missirikoro bénéficiait des échanges commerciaux et culturels qui se déroulaient le long des routes caravanières. Les produits agricoles locaux, ainsi que les objets artisanaux, étaient échangés contre du sel, des tissus et d'autres biens précieux.

### Période coloniale
Avec l'arrivée des colons français au XIXe siècle, Missirikoro, comme de nombreuses autres régions du Mali, a été intégrée à l'Afrique-Occidentale française. Les autorités coloniales ont tenté de supplanter les pratiques religieuses traditionnelles par le christianisme et l'islam, mais les habitants de Missirikoro ont résisté et maintenu leurs croyances ancestrales. Les grottes ont continué de servir de lieux de culte et de résistance culturelle face à l'influence coloniale.

### Période post-indépendance
Après l'indépendance du Mali en 1960, Missirikoro a connu des changements socio-économiques importants. La région a bénéficié des efforts de modernisation et de développement entrepris par le gouvernement malien. Les routes et les infrastructures ont été améliorées, facilitant l'accès à Missirikoro et encourageant le tourisme. Les grottes de Missirikoro ont été reconnues comme un site culturel et touristique important, attirant des visiteurs intéressés par l'histoire et la spiritualité de la région.

### Rôle contemporain
Aujourd'hui, Missirikoro reste un lieu de grande importance culturelle et spirituelle pour les populations locales. Les grottes continuent d'être utilisées pour des cérémonies religieuses traditionnelles, et les habitants préservent les coutumes et les pratiques de leurs ancêtres. Le tourisme a également pris une place plus significative dans l'économie locale, avec des initiatives visant à promouvoir le patrimoine naturel et culturel de Missirikoro tout en respectant et en protégeant les sites sacrés.

## Sites d'intérêt

### Grottes de Missirikoro
Les grottes de Missirikoro sont la principale attraction de la région. Elles sont composées de plusieurs cavités naturelles formées par l'érosion des roches. Les grottes sont utilisées par les populations locales comme lieux de culte et de prière. Elles attirent également des visiteurs pour leurs formations géologiques impressionnantes et leur atmosphère sereine.

### Formations rocheuses
Outre les grottes, Missirikoro est connue pour ses formations rocheuses uniques qui parsèment le paysage. Ces formations sont le résultat de processus géologiques millénaires et offrent des vues spectaculaires. Les visiteurs peuvent explorer ces formations lors de randonnées et de promenades guidées.

### Culture et traditions
Les habitants de Missirikoro sont principalement des agriculteurs et des éleveurs. La culture locale est influencée par les traditions maliennes, avec des pratiques de culte ancestrales toujours en vigueur. Les grottes de Missirikoro sont un lieu important pour les cérémonies religieuses et les rites de passage.

### Économie
L'économie de Missirikoro est principalement basée sur l'agriculture, avec des cultures comme le mil, le maïs, et les légumes. L'élevage est également une activité économique importante. Le tourisme, bien que modeste, contribue également à l'économie locale grâce à l'afflux de visiteurs attirés par les grottes et les formations rocheuses.

### Accès
Missirikoro est accessible par route depuis Sikasso. La proximité de la ville de Sikasso, qui est un important centre régional, facilite l'accès pour les visiteurs. Des taxis et des services de transport locaux sont disponibles pour atteindre Missirikoro.